# Sandra Bullock
Sandra Annette Bullock (/ˈbʊlək/; Arlington, 26 de julho de 1964) é uma atriz e produtora norte-americana. Ela chegou à fama na década de 1990 com papéis em filmes como Demolition Man (1993), Speed (1994), The Net (1995), While You Were Sleeping (1995), A Time to Kill (1996), e Hope Floats (1998). Nos anos 2000, Bullock estrelou sucessos como Miss Congeniality (2000), Two Weeks Notice (2002), The Lake House (2006), e o aclamado criticamente Crash (2004). Em 2007, ela foi classificada como a 14ª mulher mais rica na indústria do entretenimento, com uma fortuna estimada em mais de 85 milhões de dólares. Em 2009, Bullock estrelou em dois dos filmes mais bem sucedidos financeiramente de sua carreira, The Proposal e The Blind Side. Por The Blind Side, Bullock recebeu vários prêmios, incluindo o Oscar de melhor atriz, por seu papel como Leigh Anne Tuohy.
Ela foi a atriz mais bem paga do mundo em 2010 e 2014, e foi nomeada uma das 100 pessoas mais influentes do mundo pela Time em 2010. Em 2013, ela estrelou em The Heat, que foi a comédia de maior bilheteria do ano. Por seu papel em Gravity, Bullock foi premiada com o Critics Choice Award de melhor atriz, e recebeu uma indicação ao Oscar de melhor atriz. Apelidada de “queridinha da América” pela mídia, Bullock também foi eleita a mulher mais bonita pela revista People em 2015.

## Biografia

### Infância e educação
Sandra Bullock nasceu em Arlington na Virginia, seu pai, John Wilson Bullock (1925-2018), era encarregado do Serviço Postal Militar do Exército na Europa, e estava servindo em Nuremberga quando conheceu a mãe de Sandra. Sua mãe, Helga Mathilde Meyer (1942–2000), era alemã e cantora de Ópera. Ela tem uma irmã mais nova, Gesine Bullock-Prado. Seus pais se casaram na Alemanha. Seu avô materno era um cientista espacial alemão de Nuremberga. Até os 12 anos, Bullock viveu entre Nuremberga e Áustria, e cresceu falando alemão. Ela estudou balé e artes vocais quando criança, e frequentemente participava dos concertos de ópera realizados por sua mãe. 
A família voltou para Arlington, onde seu pai trabalhou no Comando de Materiais do Exército, antes de se tornar um empreiteiro do Pentágono. Durante o ensino médio em Washington, Bullock foi líder de torcida, e atuou em produções teatrais da escola. Depois de se formar em 1982, Sandra matriculou-se na Universidade da Carolina para cursas artes dramáticas, onde recebeu um bacharelado em Drama em 1987. Após a faculdade se mudou para Manhattan, Nova York, onde se sustentou como atendente de bar e garçonete, enquanto fazia testes para papéis.

### Carreira
Enquanto estava em Nova York, Bullock teve aulas de atuação com Sanford Meisner. Ela apareceu em vários filmes estudantis, e em 1988, conseguiu um papel na peça No Time Flat, na off-Broadway. Foi interpretando uma bela e assanhada sulista, que ela foi notada pela primeira vez por agentes de Hollywood. Em 1989, ela conseguiu seu primeiro papel na televisão, no telefilme Bionic Showdown: The Six Million Dollar Man and the Bionic Woman, Isso a levou a ser escalada para a versão televisiva do filme Uma Secretária de Futuro, que durou apenas 12 episódios. Após o cancelamento da série, se mudou para Los Angeles, e atuou em vários filmes de baixo orçamento, como Love Potion No. 9 (1992), The Thing Called Love e Fire on the Amazon (1993), antes de ter um papel de destaque no filme de ficção científica Demolition Man (1993). Seu trabalho nesse filme a levou até Jan De Bont, que estava se preparando para dirigir o thriller de ação Speed, e procurava uma atriz que tivesse química com o ator  Keanu Reeves. Speed foi lançado em 1994, recebendo aclamação da crítica, e sendo um sucesso comercial, com um faturamento de mais de 350 milhões de dólares, com um orçamento de US$ 37 milhões, tornando-se o quinto filme de maior bilheteria de 1994. Com o sucesso do longa, Sandra se tornou uma das atrizes mais populares de Hollywood.

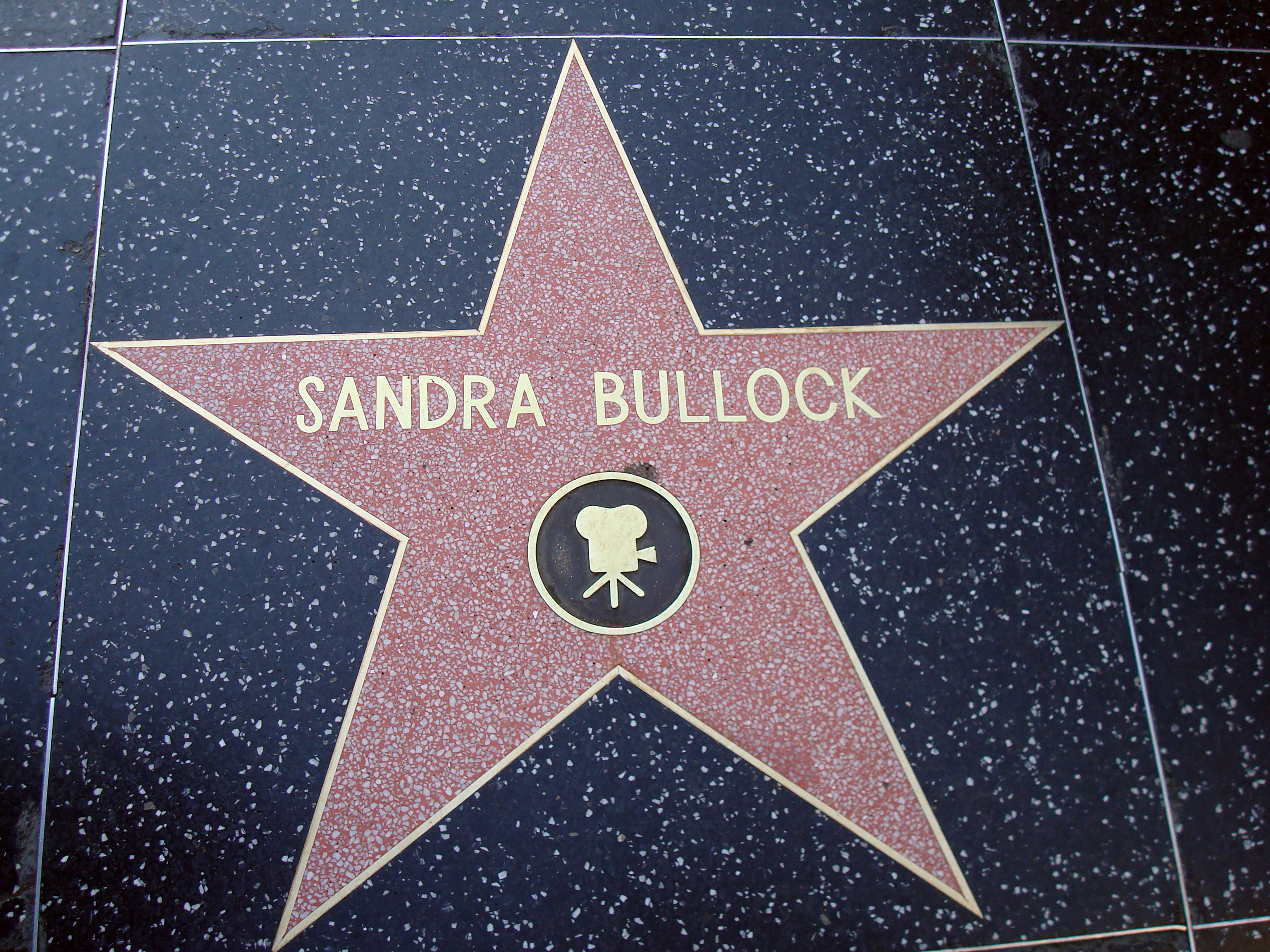
Estrela de Sandra Bullock na Calçada da Fama.

Em 1995, Sandra estrelou a comédia romântica While You Were Sleeping, que também foi um sucesso critico e comercial, e rendeu a Sandra sua primeira indicação ao Globo de Ouro de Melhor Atriz - Filme de Comédia ou Musical. No mesmo ano, atuou no filme The Net, como uma programadora de computadores que se depara com uma conspiração que coloca sua vida, e a das pessoas ao seu redor em perigo. O longa recebeu criticas mistas, mas foi um sucesso comercial. Em 1996, atuou no drama jurídico A Time to Kill, e no drama de guerra No Amor e na Guerra.Em 1997, ela recebeu 11 milhões de dólares para estrelar Speed 2: Cruise Control (1997), que ela concordou em fazer para obter apoio financeiro para seu próximo projeto, Hope Floats (1998), que seria o primeiro longa de sua própria produtora, a Fortis Films.  Ao contrário do filme original, Speed 2 foi um grande fracasso de bilheteria e crítica, e ficou conhecido como uma das piores continuações já feitas no cinema.

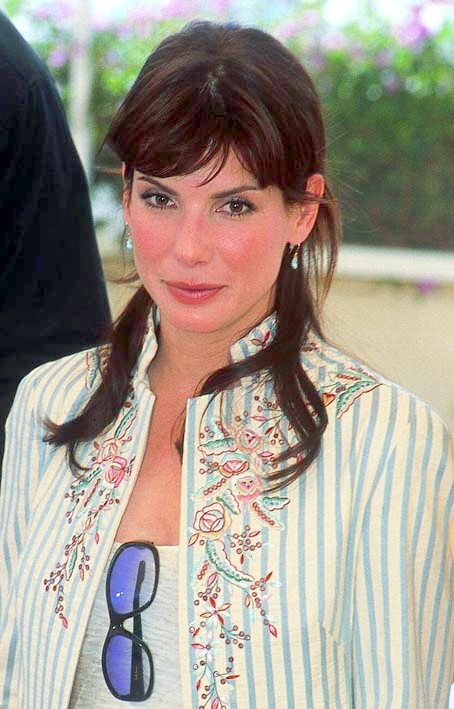
Sandra Bullock em Cannes, 2002

Sandra debutou como roteirista e diretora no curta Making Sandwiches, apresentado no Festival de Cinema de Sundance. Seu lançamento seguinte, Hope Floats, dirigido pelo ator Forest Whitaker, conseguiu um sucesso modesto. Em seguida, estrelou o filme Practical Magic, ao lado de Nicole Kidman. Em 1999, atuou na comédia romântica Forces of Nature, ao lado do ator Ben Affleck, e emprestou sua voz a Miriam, personagem da animação The Prince of Egypt, produção do estúdio Dreamworks.
Em 2000, Bullock assumiu o papel de uma agente do FBI, que tinha que se disfarçar como concorrente de um concurso de beleza na comédia Miss Simpatia, que se tornou mais um sucesso comercial de sua carreira, com um faturamento de 212 milhões de dólares, e lhe rendeu uma segunda indicação ao Globo de Ouro de Melhor Atriz em Filme de Comédia ou Musical. No mesmo ano, Bullock atuou na comédia dramática, 28 Days, como uma colunista de um jornal que é obrigada a entrar em um programa de reabilitação para alcoolismo. Em 2002, Bullock estrelou o thriller psicológico Murder by Numbers como uma detetive de homicídios, e se juntou ao ator Hugh Grant na comédia romântica Two Weeks Notice, atuando como uma advogada que abandona seu chefe. Naquele ano, ela recebeu o Prêmio Raúl Juliá de Excelência por ajudar a expandir as vagas de trabalho para talentos hispânicos na indústria do entretenimento, como produtora executiva da sitcom George Lopez (2002–2007). Ela também fez várias aparições no programa como Accident Amy  uma funcionária propensa a acidentes na fábrica que o personagem de Lopez administra.
Em 2004, Bullock interpretou a esposa de um promotor público no drama Crash, que ganhou o Oscar de Melhor Filme. Ela recebeu críticas positivas por seu desempenho, com alguns críticos sugerindo que foi o melhor desempenho de sua carreira até aquele momento. No ano seguinte, ela recebeu um salário de 17,5 milhões por Miss Congeniality 2: Armed and Fabulous, que rendeu uma bilheteria bem abaixo do esperado pela Warner, e recebeu críticas negativas. Em 2006, Bullock se reuniu com Keanu Reeves no drama romântico The Lake House, que foi um sucesso comercial. Em 2007, atuou no thriller sobrenatural Premonição, como uma dona de casa que vivencia os dias que cercam a morte de seu marido em ordem não cronológica. Apesar das críticas negativas, conseguiu uma bilheteria modesta.
Em 2009, após um curto hiato das telonas, Sandra retorna com a comédia The Proposal (br: A Proposta) ao lado do ator Ryan Reynolds, sucesso que arrecadou US$ 317 milhões em bilheteria, e o drama biográfico The Blind Side (br: Um Sonho Possível), onde atuou como a mãe adotiva do jogador de futebol americano Michael Oher. The Blind Side arrecadou US$ 309 milhões, e Sandra foi aclamada por sua atuação, vencendo um Oscar, um Globo de Ouro, um Screen Actors Guild, e o Critics' Choice Movie Award de Melhor Atriz. Vencer o Oscar atribuiu à atriz uma distinção única, visto que ela havia vencido duas Framboesas de Ouro na noite anterior pelo seu desempenho na comédia All About Steve, o que fez dela a primeira e única artista a ser nomeada como a "melhor" e a "pior" no mesmo ano. Em 2010, ela foi a atriz mais bem paga do mundo.
Em 2013, Bullock estrelou ao lado de Melissa McCarthy na comédia The Heat, como um agente especial do FBI que, junto de uma detetive da cidade, tem que pegar um mafioso em Boston. O longa recebeu críticas positivas, e arrecadou US$ 230 milhões de bilheteria, sendo a comédia mais assistida do ano. Bullock posteriormente interpretou uma astronauta presa no espaço no thriller de ficção científica Gravity, ao lado de George Clooney. O longa recebeu aclamação da crítica e aplausos de pé no Festival Internacional de Cinema de Veneza, sendo chamado de "o filme mais realista e lindamente coreografado já ambientado no espaço"  e alguns críticos consideraram o desempenho de Bullock o melhor de sua carreira. Gravity arrecadou US$ 716 milhões em todo o mundo, tornando-se o segundo filme de maior sucesso de Bullock. Por seu papel como Dr. Ryan Stone, Bullock foi indicada ao Oscar, Globo de Ouro, BAFTA, Screen Actors Guild, e ao Critics' Choice Movie Award. de Melhor Atriz.
Em 2014, Sandra apareceu novamente em primeiro lugar na lista de atores mais bem pagos de Hollywood. No ano seguinte, Sandra emprestou sua voz para Scarlet Overkill, a personagem vilã, no filme de animação Minions, que se tornou seu filme de maior bilheteria até o momento, com um faturamento mundial de mais de US$ 1,1 bilhão.
Em 2018, Bullock estrelou, ao lado de um grande elenco de atrizes famosas, o filme Ocean's 8, um spin-off feminino da franquia Ocean's Eleven, interpretando Debbie Ocean, irmã de Danny Ocean, que ajuda a planejar um assalto sofisticado ao anual  baile Met Gala em Nova York. O filme teve a melhor estreia nas bilheterias de todos os filmes da franquia, e arrecadou um total de US$ 298 milhões globalmente, recebendo críticas geralmente positivas.

## Vida pessoal
Sandra já namorou os atores Tate Donovan (com quem ficou noiva e o relacionamento durou quatro anos), Matthew McConaughey, Ryan Gosling, o músico Bob Schneider (por dois anos) e o jogador Troy Aikman.
Em 16 de julho de 2005 se casou com o construtor de carros e motos Jesse James proprietário da oficina West Coast Choppers, que ficou famoso por ser o líder do programa Monster Garage, exibido pelo Discovery Channel. Em março de 2010 foi anunciado o divórcio do casal, após uma série de amantes de Jesse virem a público.
Em abril de 2010 a atriz revelou que adotou um bebê com Jesse em janeiro do mesmo ano.
Sandra é conhecida também por ser solidária e altruísta. Em janeiro de 2010 a atriz ofereceu US$ 1 milhão às vítimas do terremoto no Haiti e a mesma quantia  para a Cruz Vermelha americana com o objetivo de ajudar as vítimas do terremoto e do tsunami no Japão.
Carinhosamente conhecida como “Queridinha da América”, a vencedora do Oscar de Melhor Atriz de 2010 também é conhecida por sua paixão por cães. Ela adotou três cachorrinhos com necessidades bastante especiais. Poppy é um mestiço de chihuahua e lulu-da-pomerânia com apenas três patinhas. Ruby é uma chihuahua incrível de duas patas, que anda com apenas com as duas traseiras. E o terceiro cãozinho, Bebe, também chihuahua, tem apenas um olho.
Em 5 de agosto de 2023, o fotógrafo Bryan Randall, companheiro da atriz, morreu aos 57 anos, devido a complicações causadas pela esclerose lateral amiotrófica.

### Incidente de perseguição
Em 9 de junho de 2014, um homem foi preso por invadir a residência da atriz Sandra Bullock em Los Angeles enquanto ela estava em casa, e a polícia fixou em US$ 50 mil a fiança para ele ser libertado. Joshua Corbett, de 39 anos, foi preso por suspeita de roubo, um crime qualificado como grave, na manhã do dia anterior na propriedade de Sandra após a polícia ter recebido uma ligação de emergência da casa, disse a porta-voz da polícia de Los Angeles, Wendy Reyes. A polícia informou que a atriz não foi atacada. Detido na época, Corbett foi condenado a cinco anos de liberdade condicional em 2017. Porém, em 2018, ele se recusou a sair de casa e ameaçou atirar nos agentes, que chamaram uma equipe da SWAT. Corbett cometeu suicídio antes de ser alcançado.

## Filmografia
| Ano  | Filme                                                            | Título em português                                                             | Papel                                    | Direção                       |
| ---- | ---------------------------------------------------------------- | ------------------------------------------------------------------------------- | ---------------------------------------- | ----------------------------- |
| 1987 | Hangmen                                                          | br: Carrascos                                                                   | Lisa Edwards                             | J. Christian Ingvordsen       |
| 1989 | Religion, Inc.                                                   | br: Dinheiro Não é o Meu Negócio                                                | Debby                                    | Erle C. Kenton                |
| 1989 | Bionic Showdown: The Six Million Dollar Man and the Bionic Women | br: O Desafio Final                                                             | Kate Mason                               | Alan J. Levi                  |
| 1989 | Who Shot Patakango?                                              | br: Agitando em 57                                                              | Devlin Moran                             | Robert Brooks                 |
| 1989 | The Preppie Murder                                               | br: Assassinato no Central Park                                                 | Stacy                                    | John Herzfeld                 |
| 1992 | Love Potion nº9                                                  | br: Poção do amor nº 9 pt: Você Tem Sex Appeal?                                 | Diane Farrow                             | Dale Launer                   |
| 1993 | The Vanishing                                                    | br: O Silêncio do Lago pt: A Desaparecida                                       | Diane Shaver                             | George Sluizer                |
| 1993 | When the Party's Over                                            | br: Quando a Festa Acabar                                                       | Amanda                                   | Matthew Irmas                 |
| 1993 | The Thing Called Love                                            | br: Um Sonho, Dois Amores                                                       | Linda Lue Linden                         | Peter Bogdanovich             |
| 1993 | Demolition Man                                                   | br: O Demolidor pt: Homem Demolidor                                             | Lenina Huxley                            | Marco Brambilla               |
| 1993 | Fire on the Amazon                                               | br: Inferno Selvagem                                                            | Alyssa Rothman                           | Luis Llosa                    |
| 1993 | Wrestling Ernest Hemingway                                       | br: Recordações                                                                 | Elaine                                   | Randa Haines                  |
| 1994 | Speed                                                            | br: Velocidade Máxima pt: Perigo em Alta Velocidade                             | Annie Porter                             | Jan de Bont                   |
| 1994 | Me and The Mob                                                   | br: Eu e a Máfia                                                                | Lori                                     | Donald Petrie                 |
| 1995 | While You Were Sleeping                                          | br: Enquanto Você Dormia pt: Enquanto Dormias                                   | Lucy Eleanor Moderatz                    | Jon Turteltaub                |
| 1995 | The Net                                                          | br/pt: A Rede                                                                   | Angela Bennett                           | Irwin Winkler                 |
| 1996 | Two If by Sea                                                    | br: Corações Roubados                                                           | Roz                                      | Bill Bennett                  |
| 1996 | A Time to Kill                                                   | br/pt: Tempo de Matar                                                           | Ellen Roark                              | Joel Schumacher               |
| 1996 | In Love and War                                                  | br: No Amor E na Guerra                                                         | Agnes von Kurowsky                       | Richard Attenborough          |
| 1997 | Speed 2: Cruise Control                                          | br: Velocidade Máxima 2 pt: Perigo a Bordo                                      | Annie Porter                             | Jan de Bont                   |
| 1998 | Hope Floats                                                      | br: Quando o Amor Acontece pt: Hope Floats - Uma Nova Esperança                 | Birdee Pruitt                            | Forest Whitaker               |
| 1998 | Making Sandwiches                                                | br: Making Sandwiches                                                           | Melba Club                               | Sandra Bullock                |
| 1998 | Practical Magic                                                  | br: Da Magia à Sedução pt: Magia e Sedução                                      | Sally Owens                              | Griffin Dunne                 |
| 1998 | The Prince of Egypt                                              | br: O Príncipe do Egito pt: O Príncipe do Egipto                                | Miriam (voz)                             | Brenda Chapman, Steve Hickner |
| 1999 | Forces of Nature                                                 | br: Forças do Destino pt: Forças da Natureza                                    | Sarah Lewis                              | Bronwen Hughes                |
| 2000 | Gun Shy                                                          | br: Um Tira à Beira da Neurose                                                  | Judy Tipp                                | Eric Blakeney                 |
| 2000 | 28 Days                                                          | br/pt: 28 Dias                                                                  | Gwen Cummings                            | Betty Thomas                  |
| 2000 | Miss Congeniality                                                | br: Miss Simpatia pt: Miss Detective                                            | Gracie Hart                              | Donald Petrie                 |
| 2002 | Murder by Numbers                                                | br: Cálculo Mortal pt: Crimes Calculados                                        | Cassie Mayweather / Jessica Marie Hudson | Barbet Schroeder              |
| 2002 | Divine Secrets of the Ya-Ya Sisterhood                           | br: Divinos Segredos pt: Os Divinos Segredos da Irmandade Ya-Ya                 | Siddalee 'Sidda' Walker                  | Callie Khouri                 |
| 2002 | Two Weeks Notice                                                 | br: Amor à Segunda Vista pt: Amor Sem Aviso                                     | Lucy Kelson                              | Marc Lawrence                 |
| 2004 | Crash                                                            | br: Crash - No Limite pt: Coliseu                                               | Jean Cabot                               | Paul Haggis                   |
| 2005 | Loverboy                                                         | br: Obsessão pt: A Educação de Paul                                             | Mrs. Harker                              | Kevin Bacon                   |
| 2005 | Miss Congeniality 2: Armed and Fabulous                          | br: Miss Simpatia 2 - Armada e Poderosa pt: Miss Detective 2: Armada e Fabulosa | Gracie Hart                              | John Pasquin                  |
| 2006 | The Lake House                                                   | br: A Casa do Lago pt: A Casa da Lagoa                                          | Kate Forster                             | Alejandro Agresti             |
| 2006 | Infamous                                                         | br: Confidencial pt: Infame                                                     | Nelle Harper Lee                         | Douglas McGrath               |
| 2007 | Premonition                                                      | br: Premonições pt: Premonição                                                  | Linda Hanson                             | Mennan Yapo                   |
| 2009 | The Proposal                                                     | br/pt: A Proposta                                                               | Margaret Tate                            | Anne Fletcher                 |
| 2009 | All About Steve                                                  | br: Maluca Paixão pt: Nada Mais Que Steve                                       | Mary Horowitz                            | Phil Traill                   |
| 2009 | The Blind Side                                                   | br/pt: Um Sonho Possível                                                        | Leigh Anne Tuohy                         | John Lee Hancock              |
| 2011 | Extremely Loud and Incredibly Close                              | br: Tão Forte e Tão Perto pt: Extremamente Alto e Incrivelmente Perto           | Linda Schell                             | Stephen Daldry                |
| 2013 | The Heat                                                         | br: As Bem Armadas pt: Armadas e Perigosas                                      | Sarah Ashburn                            | Paul Feig                     |
| 2013 | Gravity                                                          | br/pt: Gravidade                                                                | Dr. Ryan Stone                           | Alfonso Cuarón                |
| 2015 | Minions                                                          | br: Minions pt: Mínimos                                                         | Scarlet Overkill (dublagem)              | Pierre Coffin Kyle Balda      |
|      | Our Brand Is Crisis                                              | br: Especialista em Crise                                                       | Jane "Calamidade" Bodine                 | David Gordon Green            |
| 2018 | Bird Box                                                         | br: Caixa de Pássaros                                                           | Malorie                                  | Susanne Bier                  |
| 2018 | Ocean's 8                                                        | br: Oito Mulheres e Um Segredo                                                  | Debbie Ocean                             | Gary Ross                     |
| 2021 | Unforgivable                                                     | br: Imperdoável                                                                 | Ruth Slater                              | Nora Fingscheidt              |
| 2022 | The Lost City                                                    | br: Cidade Perdida pt: A Cidade Perdida                                         | Loretta Sage                             | Adam Nee Aaron Nee            |
| 2022 | Bullet Train                                                     | br: Trem-Bala pt: Bullet Train: Comboio Bala                                    | Maria Beetle                             | David Leitch                  |